# Europameisterschaft
Mit Europameisterschaft, oft nur abgekürzt als EM oder auch EUM, bezeichnet man einen von Einzelsportlern, Einzelteams oder Nationalmannschaften auf europäischer Ebene ausgetragenen sportlichen Wettbewerb, zumeist in Turnierform, der von dem jeweiligen europäischen Verband ausgetragen wird und für den sich die teilnehmenden Sportler oder Mannschaften meistens in kontinentalen Qualifikationswettbewerben oder auf nationaler Ebene sportlich qualifizieren müssen.
Von Europameisterschaften spricht man, wenn mehrere Sieger in einem Wettbewerb ermittelt werden, z. B. in mehreren Disziplinen in der Leichtathletik oder verschiedene Gewichtsklassen im Ringen. Auch im Fußball gibt es diesen Titel in verschiedenen Klassen zu gewinnen.
Die am Ende festgestellten Sieger tragen den Titel Europameister, der vom jeweiligen Sportverband ausgelobt wird.
Ein Wettbewerb für den Vereinssport auf europäischer Ebene ist der Europapokal.
Ein auf globaler Ebene ausgetragener sportlicher Wettbewerb für Mannschaften ist die Weltmeisterschaft.
Umgangssprachlich wird mit dem Begriff Europameisterschaft oft die Fußball-Europameisterschaft der Herren gemeint.

## Aktuelle Europameisterschaften

### American Football
Die in der Regel alle vier Jahre stattfindende IFAF European Championship, so der offizielle Name der American-Football-Europameisterschaft, ist der höchste europäische Wettbewerb für Nationalmannschaften und wird von der IFAF Europe ausgetragen. Die erste Meisterschaft der Herren fand 1983 in Castel Giorgio, Italien, statt, Meister wurde Italien. Amtierender Meister seit 2021 ist  Italien.
Die erste Meisterschaft der Damen fand 2015 in Grenada, Spanien, statt, Meister wurde  Finnland, die 2019 den Titel verteidigen konnten.
Die erste Meisterschaft der Junioren fand 1992 in Toulon, Frankreich, statt, Meister wurde Finnland. Amtierender Meister seit 2022 ist Österreich.

### Badminton
Badminton-Europameisterschaften finden seit 1968 im zweijährlichen Rhythmus in den Disziplinen Herreneinzel, Herrendoppel, Dameneinzel, Damendoppel und Mixed statt. Junioreneuropameisterschaften werden seit 1969 ausgespielt, Mannschaftstitelkämpfe seit 1972, Senioreneuropameisterschaften seit 1995, Europameisterschaften für Behindertensportler seit 1995, Hochschuleuropameisterschaften seit 2004 und Jugendeuropameisterschaften seit 2005.

### Basketball

#### Damen
Die alle zwei Jahre stattfindende EuroBasket Women, so der offizielle Name der Basketball-Europameisterschaft der Damen, ist der höchste europäische Wettbewerb für Nationalmannschaften der Damen und wird von der FIBA Europa ausgetragen. Sie fand im Jahr 1938 zum ersten Mal in Rom, Italien, statt. Im Endspiel schlug Italien – Litauen.
Amtierende Europameister der Damen:  Spanien
Amtierende Weibliche Juniorinnen U20:  Spanien

#### Herren
Die alle zwei Jahre stattfindende FIBA EuroBasket, so der offizielle Name der Basketball-Europameisterschaft, ist der höchste europäische Wettbewerb für Nationalmannschaften der Herren und wird von der FIBA Europa ausgetragen. Erstmals wurde die Europameisterschaft 1935 in Genf, Schweiz ausgetragen, wo Lettland siegte. Rekordeuropameister ist die Sowjetunion mit dreizehn Titeln. Deutschland war bisher einmal (im Jahr 1993) Europameister.
Amtierender Europameister:  Spanien

Amtierender Männliche Junioren U20:  Griechenland

### Fechten
Die Europameisterschaften im Fechten finden jährlich statt und wurden erstmals 1981 in Foggia ausgetragen. Nach 1983 fanden zunächst keine Europameisterschaften mehr statt bis 1991 die Confédération Européenne d’Escrime gegründet wurde, die seitdem Ausrichter ist. Während anfangs nur im Einzel gefochten wurde, werden seit 1991 auch Mannschaftswettbewerbe ausgetragen. Ebenfalls ab 1991 gab es Wettbewerbe im Damendegen, seit 1999 auch im Damensäbel. Somit gibt es inzwischen insgesamt zwölf Einzelwettbewerbe bei den Europameisterschaften, nämlich jeweils einen Einzel- und Mannschaftswettbewerb für Damen und Herren in den drei Disziplinen Florett, Degen und Säbel.

### Fußball
Die alle vier Jahre stattfindende UEFA Euro, so die amtliche Benennung der Fußball-Europameisterschaft der Männer, und die UEFA Women’s Euro, so der offizielle Name der Fußball-Europameisterschaft der Frauen, sind die höchsten europäischen Wettbewerbe für Nationalmannschaften und werden von der UEFA ausgetragen.
Erstmals wurde die UEFA Euro 1960 noch unter dem Namen Europapokal der Nationen in Frankreich ausgetragen, wo die Sowjetunion siegte. Rekordeuropameister ist Spanien (1964, 2008, 2012 und 2024) mit vier Titeln. Die EM der Männer des Jahres 2020 wurde aufgrund der Covid-19-Pandemie erst 2021 zwischen 24 Endrundenteilnehmern in zehn europäischen Ländern ausgetragen. Das Vereinigte Königreich und Irland wurden als Austragungsländer der Fußball-Europameisterschaft 2028 gewählt.
Amtierender Europameister der Männer:  Spanien
Erstmals wurde die UEFA Women’s Euro 1984 ohne Gastgeberland im reinen K.-o.-System mit Hin- und Rückspiel ausgetragen, bei der Schweden siegte. Rekordeuropameister ist Deutschland (1989, 1991, 1995, 1997, 2001, 2005, 2009 und 2013) mit acht Titeln. Die letzte EM der Frauen fand im Juli 2022 in England statt.
Amtierende Fraueneuropameister:  England

### Gewichtheben
Die jedes Jahr stattfindenden Europameisterschaften im Gewichtheben sind der höchste europäische Wettbewerb für Gewichtheber, deren Verbände Mitglied der European Weightlifting Federation (EWF) sind, von der die Europameisterschaften ausgetragen werden. Im April 2017 fanden die Europameisterschaften in Split (Kroatien) statt. Es werden insgesamt 16 Entscheidungen in je acht Gewichtsklassen der Frauen und der Männer ausgetragen.

### Handball
Die alle zwei Jahre stattfindende EHF European Championship, so der offizielle Name der Handball-Europameisterschaft der Handball-Europameisterschaft der Männer beziehungsweise der Handball-Europameisterschaft der Frauen, ist der höchste europäische Wettbewerb für Nationalmannschaften und wird von der European Handball Federation (EHF) ausgetragen. Sie findet seit 1994 statt.

#### Frauen
Die erste EM der Frauen fand in Deutschland statt, die ersten Europameister wurde die dänische Frauen-Handballnationalmannschaft. Die letzte Frauen-Handball-EM fand 2022 in Slowenien, Nordmazedonien und Montenegro statt, es gewann die  norwegische Frauen-Handballnationalmannschaft zum neunten Mal.

#### Männer
Die erste EM der Herren fand in Portugal statt, der erste Europameister war Schweden. Die letzte Herren-Handball-EM fand 2022 in Ungarn und der Slowakei statt. Der amtierende Europameister ist  Schweden.

### Hockey
Die alle zwei Jahre stattfindende EuroHockey Nations Championship, so der offizielle Name der Hockey-Europameisterschaft, ist der höchste europäische Wettbewerb für Nationalmannschaften und wird von der European Hockey Federation (EHF) ausgetragen. Unter dieser gibt es noch den Trophy-, Challenge I- und Challenge II-Wettbewerb für schwächere Nationalmannschaften. Es werden sowohl Feldhockey als auch Hallenhockey Turniere ausgetragen. Das erste Feldhockey Turnier der Herren fand 1970 in Brüssel, Belgien, statt, es gewann die BR Deutschland Mannschaft. Das erste Feldhockey Turnier der Damen fand 1980 in Lille, Frankreich, statt, es gewann die niederländische Hockeynationalmannschaft der Damen. Hallenhockey Turniere werden bei den Herren seit 1974 und bei den Damen seit 1975 ausgetragen.
Aktueller Europameister im Hallenhockey der Damen wurde beim Turnier 2020 in Belarus die Mannschaft aus den  Niederlanden. Im Feldhockey wurde 2021 die Mannschaft aus den  Niederlanden Europameister.
Aktueller Europameister im Hallenhockey der Herren wurde beim Turnier 2020 in Berlin die Mannschaft aus  Deutschland. Im Feldhockey wurde 2021 die Mannschaft aus den  Niederlanden Europameister.

### Leichtathletik
Hauptartikel, siehe Leichtathletik-Europameisterschaften bzw. Leichtathletik-Halleneuropameisterschaften
Leichtathletik-Europameisterschaften sind Wettkämpfe, die von der European Athletic Association, dem europäischen Kontinentalverband, durchgeführt werden, um Europameister in den einzelnen Leichtathletikdisziplinen zu ermitteln.
Die europäischen Titelwettkämpfe im Freien gibt es bereits seit 1934. Bis 1966 wurden sie mit einer Kriegsunterbrechung (1942) alle vier Jahre immer zur „Halbzeit“ einer Olympiade ausgerichtet. Nach einigen Abweichungen setzte sich ab 1974 wieder der vierjährliche Rhythmus durch. Seit 2010 wird im zweijährlichen Rhythmus fortgefahren, in den Olympiajahren ohne die Wettbewerbe im Gehen und Marathon.
Europameisterschaften gibt es außerdem auch in der Halle. Dort wurden sie zum ersten Mal 1970 ausgetragen und lösten damit die seit 1966 veranstalteten Europäischen Hallenspiele ab. Bis 1990 fanden die Halleneuropameisterschaften jährlich statt, danach fast durchgängig alle zwei Jahre.

### Radsport
In den verschiedenen Disziplinen des Radsports finden jedes Jahr an wechselnden Orten jeweils einzelne Europameisterschaften statt, die vom Europäischen Radsportverband UEC organisiert werden:
- Straße
- Bahn
- Cyclocross
- Mountainbike
- Derny
- Gravel
- Trial
- Paracycling (Straße)
- BMX-Rennsport
- BMX-Freestyle
- Radball

### Straßenbahn
Jährlich wetteifern seit 2012 bei der Tram-EM einen Tag lang Teams, bestehend aus einem Fahrer und einer Fahrerin, um den Titel „Beste/r Straßenbahnfahrer/in Europas“.

### Volleyball
Die alle zwei Jahre stattfindende CEV European Championship, so der offizielle Name der Volleyball-Europameisterschaft, ist der höchste europäische Wettbewerb für Nationalmannschaften und wird von der Confédération Européenne de Volleyball (CEV) ausgetragen.

#### Damen
Erstmals wurde die Europameisterschaft 1949 in Prag, Tschechoslowakei ausgetragen, wo die Sowjetunion siegte.
Amtierender Europameister (Stand 2023):  Türkei

#### Herren
Erstmals wurde die Europameisterschaft 1948 in Rom, Italien ausgetragen, wo die Tschechoslowakei siegte.
Amtierender Europameister (Stand 2023):  Polen

### Rugby Union
Die FIRA Rugby-Europameisterschaft findet in der Regel einmal im Jahr statt. Der Rekordmeister der Herren ist mit Abstand Frankreich. Die Rugby-EM begann inoffiziell im Jahr 1936. Nach dem Zweiten Weltkrieg fand im Jahr 1952 die erste offizielle EM statt.
Seit 1995 findet auch eine Frauen-EM statt.

### Weitere Sportarten
- Baseball-Europameisterschaft
- Europa-Bergmeisterschaft
- Biathlon-Europameisterschaften
- Boxeuropameisterschaften
- Cricket-Europameisterschaft
- Dragster-Europameisterschaft
- Debating-Europameisterschaft
- Dreiband-Europameisterschaft
- Einband-Europameisterschaft
- Eiskunstlauf-Europameisterschaften
- Europameisterschaft im Skibergsteigen
- European-Nations-Cup im Rugby League
- Inline-Speedskating-Europameisterschaften
- Judo-Europameisterschaften
- Kanu-Rennsport-Europameisterschaften
- Kanu-Wildwasserrennsport-Europameisterschaften
- Karate-Europameisterschaft
- Kubb-Europameisterschaft
- Lacrosse-Europameisterschaft
- Motorrad-Europameisterschaft
- Naturbahnrodel-Europameisterschaft
- Pétanque-Europameisterschaft
- Poker-Europameisterschaft
- Poolbillard-Europameisterschaft
- Ringer-Europameisterschaften
- Rhythmische-Sportgymnastik-Europameisterschaften
- Ruder-Europameisterschaften
- Schwimmeuropameisterschaften
- Shorttrack-Europameisterschaften
- EBSA-Snookereuropameisterschaft
- Squash-Europameisterschaft
- Taekwondo-Europameisterschaften
- Tanzsporteuropameisterschaft (Latein)
- Tanzsporteuropameisterschaft (Rollstuhltanz)
- Tanzsporteuropameisterschaft (Standard)
- Tanzsporteuropameisterschaft (über zehn Tänze)
- Tischtennis-Europameisterschaft
- Trampolin-Europameisterschaft
- Truck-Racing-Europameisterschaft
- Turn-Europameisterschaften (Gerätturnen)
- Unterwasserrugby-Europameisterschaft
- Wasserball-Europameisterschaften

## Ehemalige Europameisterschaften
- Eishockey-Europameisterschaft
- Eishockey-Europameisterschaft der Frauen
- Eishockey-Europameisterschaft der Junioren
- Grand-Prix-Europameisterschaft
- Grasski-Europameisterschaft